# Olivier Ponthieu
Olivier Ponthieu es un deportista francés que compitió en vela en la clase 470. Ganó una medalla de bronce en el Campeonato Mundial de 470 de 1990.

## Palmarés internacional
| \| Campeonato Mundial \| Campeonato Mundial \| Campeonato Mundial \| Campeonato Mundial \| \| Año \| Lugar \| Medalla \| Clase \| \| ------------------ \| ------------------------ \| ------------------ \| ------------------ \| \| 1990 \| Medemblik (Países Bajos) \| Medalla de bronce \| 470 \| |                          |                   |       |
| Campeonato Mundial |                          |                   |       |
| Año | Lugar                    | Medalla           | Clase |
| 1990 | Medemblik (Países Bajos) | Medalla de bronce | 470   |